# Piratman
Piratman är en ort i Azerbajdzjan.   Den ligger i distriktet Saljan, i den sydöstra delen av landet, 110 km sydväst om huvudstaden Baku. Antalet invånare är 926.
Terrängen runt Piratman är mycket platt. Närmaste större samhälle är Salyan, 12,4 km söder om Piratman.
Omgivningarna runt Piratman är i huvudsak ett öppet busklandskap. Runt Piratman är det ganska tätbefolkat, med 52 invånare per kvadratkilometer.